# Charly Mottet
Charly Mottet (Valença, 16 de desembre de 1962) va ser un ciclista francès, que fou professional entre 1983 i 1994.
Fou un dels millors ciclistes francesos del seu període, amb un total de 67 victòries. Aconseguí victòries a les tres grans voltes: tres etapes al Tour de França, dues a la Volta a Espanya i una al Giro d'Itàlia. També destacà en curses per etapes d'una setmana, guanyant, entre d'altres, tres edicions de la Dauphiné Libéré (1987, 1989, 1992) i un Tour de Romandia (1990). En les clàssiques els seus millors resultats foren la Volta a Llombardia (1988) i el Campionat de Zúric (1990).

## Palmarès
- 1984
  -  1r de la Classificació dels joves al Giro d'Itàlia
  - 1r al Tour de l'Avenir
- 1985
  - 1r al Gran Premi de les Nacions
  - 1r al Tour de Haut-Var
  - 1r al Giro del Piemont
  - 1r al Gran Premi d'Obertura La Marseillaise
  - Vencedor d'una etapa de la París-Niça
- 1986
  - 1r al Gran Premi Eddy Merckx
  - 2n al Campionat del món de ciclisme 
  - Vencedor de 2 etapes de la Volta a Espanya
- 1987
  - 1r al Gran Premi de les Nacions
  - 1r a la Dauphiné Libéré
  - 1r al Tour del Llemosí
  - 1r als Sis dies de Grenoble (amb Bernard Vallet)
- 1988
  - 1r al Giro de Lombardia
  - 1r al Gran Premi de les Nacions
  - 1r al Giro del Laci
  - 1r al Tour de Valclusa
  - 1r als Sis dies de Grenoble (amb Roman Hermann)
  - Vencedor d'una etapa dels Quatre dies de Dunkerque
  - Vencedor d'una etapa de la Dauphiné Libéré
- 1989
  - 1r a la Dauphiné Libéré i vencedor d'una etapa
  - 1r als Quatre dies de Dunkerque i vencedor d'una etapa
  - 1r al Giro del Laci
  - 1r al Circuit de l'Aulne
  - 1r als Sis dies de París (amb Etienne de Wilde)
  - Vencedor d'una etapa de la Tirrena-Adriàtica
  - Vencedor d'una etapa del Midi Libre
- 1990
  - 1r al Campionat de Zúric
  - 1r al Tour de Romandia i vencedor de 2 etapes
  - Vencedor d'una etapa al Giro d'Itàlia
  - Vencedor d'una etapa del Tour de França
- 1991
  - 1r als Quatre dies de Dunkerque i vencedor d'una etapa
  - 1r a la Clàssica dels Alps
  - Vencedor d'una etapa del Critèrium Internacional
  - Vencedor de 2 etapes del Tour de França
- 1992
  - 1r a la Dauphiné Libéré i vencedor d'una etapa
  - 1r a la Coppa Bernocchi
- 1993
  - 1r al Tour del Llemosí
  - 1r al Tour del Mediterrani i vencedor d'una etapa
- 1994
  - Vencedor d'una etapa de la París-Niça

### Resultats al Tour de França
- 1985. 36è de la classificació general
- 1986. 16è de la classificació general
- 1987. 4t de la classificació general  Porta el mallot groc durant 6 etapes
- 1988. Abandona (15a etapa)
- 1989. 6è de la classificació general
- 1990. 49è de la classificació general. Vencedor d'una etapa
- 1991. 4t de la classificació general. Vencedor de 2 etapes
- 1992. Abandona (12a etapa)
- 1993. 40è de la classificació general
- 1994. 26è de la classificació general

### Resultats al Giro d'Itàlia
- 1984. 21è de la classificació general.  1r de la Classificació dels joves
- 1990. 2n de la classificació general. Vencedor d'una etapa

### Resultats a la Volta a Espanya
- 1986. 22è de la classificació general. Vencedor de 2 etapes